# Щёголев, Евгений Алексеевич
Евгений Алексеевич Щёголев (12 октября 1946, Казань — 7 мая 2020, Воронеж) — советский футболист, выступавший на позиции правого защитника, футбольный тренер. Рекордсмен воронежского «Факела» по числу сыгранных матчей (474). Мастер спорта СССР (1967).

## Биография
Воспитанник воронежской футбольной школы «Старт», первый тренер — Юрий Сиделев. С 18-летнего возраста играл на взрослом уровне за главную команду города — «Труд» (позднее переименована в «Факел»). Дебютный матч в первенстве страны сыграл 22 июля 1965 года против ивановского «Текстильщика».
В составе «Факела» провёл 15 сезонов, за это время принял участие в 474 матчах в первой и второй лигах первенства СССР и забил 3 гола. В 1977 году стал серебряным призёром чемпионата РСФСР среди команд второй лиги. Является рекордсменом клуба по числу сыгранных матчей, входит в символическую сборную лучших игроков за всю историю. Завершил карьеру в 1979 году, а в 1980 году был устроен прощальный матч Щёголева, в котором «Факел» выступал против «Спартака» из Нальчика.
Призывался в сборную РСФСР. В составе сборной Воронежской области становился победителем Спартакиады народов РСФСР (1978).
После окончания игровой карьеры работал в тренерском штабе «Факела», а также детским тренером в школе «Старт». Во второй половине 1994 года возглавлял «Локомотив» (Лиски).
Умер в Воронеже 7 мая 2020 года. Похоронен на Лесном кладбище.

## Стиль игры
Отличительная черта — бойцовский дух. Всегда умело распоряжался мячом, был исключительно ценным игроком обороны. Отличался умением выбрать момент для атаки, сковать действия соперника. Никогда, ни в одной игре не опускался ниже своего уровня.— Век футбола. 1980-2008. Стр. 101

## Личная жизнь
Сын Александр (род. 1972) тоже был футболистом, сыграл более 300 матчей за «Факел», а также выступал за московские ЦСКА и «Спартак». Дочь Алла, супруга Любовь Михайловна.